# Cuyperspassage
De Cuyperspassage is een kunstwerk in Amsterdam-Centrum.
De tunnel annex spoorbrug ligt aan de westzijde van het Station Amsterdam Centraal en voert van het Stationsplein naar de De Ruijterkade. Door de tunnel is er rechtstreeks voet/fietsverkeer tussen de Martelaarsgracht – Westelijke Toegangsbrug - Stationseiland – De Ruijterkade – IJveerverbindingen mogelijk. Daarvoor moesten fietsers gebruikmaken van de kades langs de Wester- en Oostertoegang. Dit zou ook gaan gelden voor de voetgangers. Er waren weliswaar al voettunnels onder de sporen, maar deze kregen toegangspoorten te bedienen met de OV-chipkaart. De honderdtien meter lange, tien meter brede en drie meter hoge tunnel is voorbehouden aan voetgangers en fietsers (snorfietsen en scooters niet toegestaan). De twee verkeersstromen zijn gescheiden door een niveauverschil in het loop-/rijdek. Bovendien is een lichtstrook van led aangebracht in de opstap/stoeprand tussen beide niveaus. De voetgangers en fietsers zijn niet alleen fysiek gescheiden. Beide delen hebben een ander uiterlijk. Het voetpad is (ver)licht uitgevoerd waarbij de gehele wand inclusief tunneldak is uitgevoerd in het tegeltableau Zeegezicht aan het IJ van Irma Boom. Dezelfde tegels, maar dan zonder versieringen, vormen de bodem. Het fietsgedeelte is donker uitgevoerd met alleen lampen in het plafond, een metaalrooster als wand en een asfalt fietspad. Die roosters moeten wildplakken en graffiti voorkomen, maar zorgen tevens voor een absorptie van geluid. De tunnelmonden zijn van roestvast staal en hebben de vorm van manchetten die in een vloeiend vlak zowel grond, wanden en dak bevatten. Voor de bouw van de tunnel was het noodzakelijk enige sporen van het bovenliggende station buiten werking te houden (zogenaamde Trein Vrije Perioden, TVP). 
De tunnel werd op 21 november 2015 geopend, maar was al enige tijd klaar. Echter omdat het autoverkeer nog over De Ruijterkade raasde had de tunnel geen veilige noordelijke uitgang. Toen het autoverkeer onder de grond werd geleid in de Michiel de Ruijtertunnel was er een veilige passage en kon de tunnel geopend worden. Er werden per dag 15.000 fietsers verwacht en 10.000 voetgangers. De tunnel is vernoemd naar Pierre Cuypers, architect van het Centraal Station. Amsterdam kent nog een officieuze Cuyperspassage; het is de onderdoorgang in het Rijksmuseum, waarvan Cuypers ook de architect is.

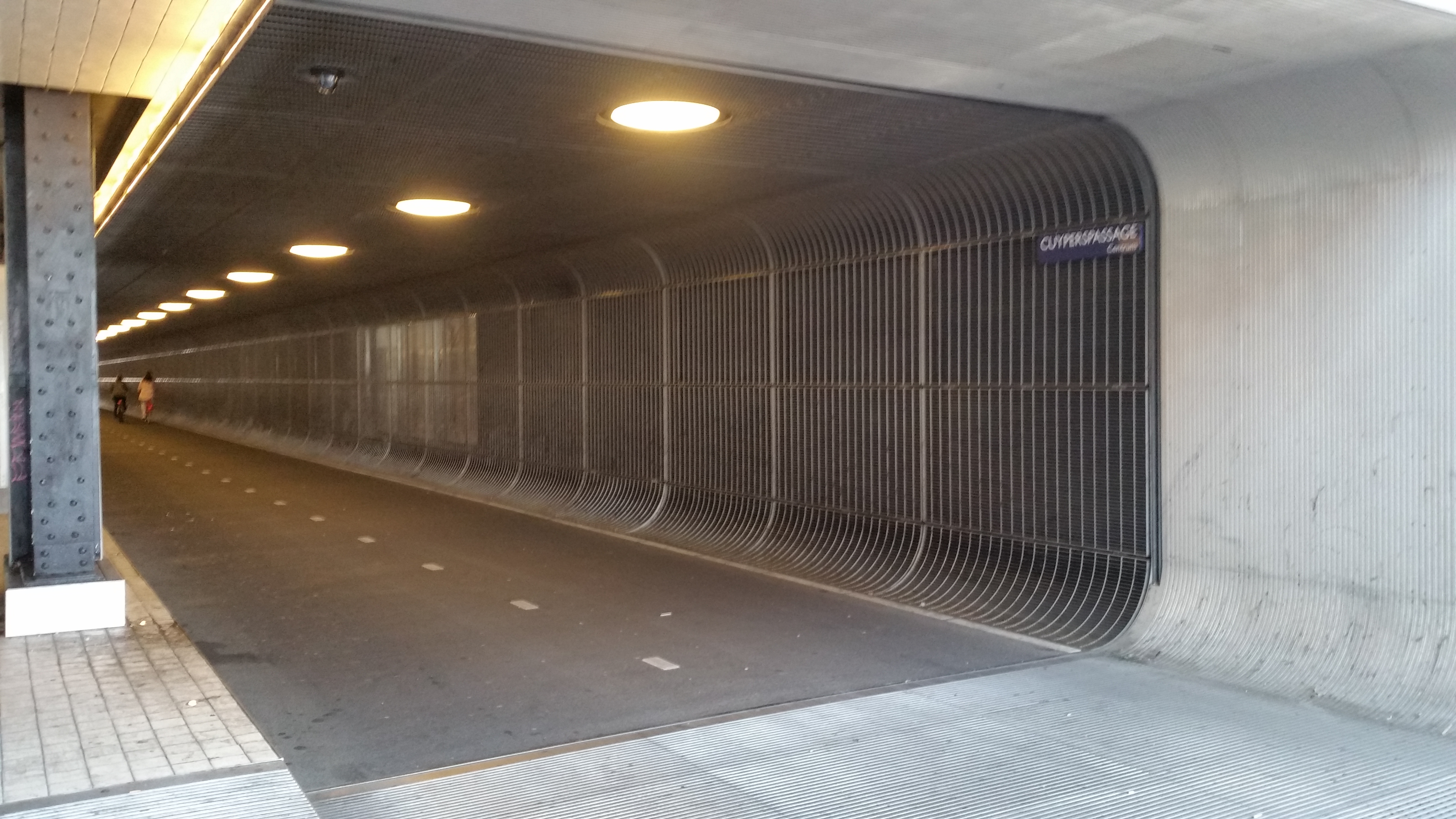
Noorder ingang (augustus 2018)